# Casa de los Capetos
La Casa de Capeto (en francés: Maison de Capet) fue la casa real que gobernó Francia de forma continua entre los años 987 al 1328.
Su nombre proviene de Hugo Capeto (938-993), duque de París y fundador del linaje. Fue elegido monarca por la nobleza y el clero en el año 987, tras la muerte del último rey de la Dinastía Carolingia, Luis V el Perezoso (967-987). Es la tercera y, a través de diferentes ramas jóvenes, última dinastía a subir al trono del Reino de Francia.
Se llama Casa de los Capetos, o Capetos directos, la rama principal de la dinastía de los Capetos, que gobernó Francia en línea directa desde 987 hasta 1328. La dinastía de los Capetos es el conjunto que incluye las numerosas ramas jóvenes procediendo de esta rama principal, por ejemplo la rama Valois o la rama Borbón, que gobernaron además de Francia varios reinos europeos, como España, Portugal, Navarra, Nápoles, Polonia, Sicilia o Hungría. Hoy, miembros de la dinastía ocupan los tronos de España y Luxemburgo, haciendo de ella la más antigua dinastía real de Europa.

## Los Capetos directos
En un principio, ejercieron un poder limitado al área circundante a París, pero los Capetos extendieron y se aseguraron hábilmente el dominio de la mayoría del territorio francés —en ese entonces, en manos de la nobleza local— con la ayuda de estratégicas alianzas y conquistas.
A fin de asegurar la continuidad de su reinado y evitar futuros conflictos hereditarios, Hugo Capeto designó como sucesor del trono a su hijo Roberto el mismo año de su coronación. Del mismo modo, los reyes capetianos mantuvieron durante los siguientes dos siglos la tradición de asociar al trono a sus primogénitos y cogobernar junto a ellos.
Los reinados más destacados fueron los de Felipe II Augusto (1180-1223), quien fortaleció la monarquía y estableció París como capital del reino; Luis IX o san Luis (1220-1270), rey devoto y enemigo de la corrupción, dirigió la séptima y octava Cruzadas y fue canonizado por el papa Bonifacio VIII en el año 1297; y Felipe IV el Hermoso (1285-1314), famoso por ser el responsable del traslado de la sede papal a Aviñón (1309) y de la supresión de la orden de los Templarios (1312).
Cuando el último hijo de Felipe IV en ser coronado, Carlos IV el Hermoso, falleció en 1328 sin dejar un heredero varón que lo sustituyera en el trono, una rama joven descendiente de los Capetos, los Valois, tomó el control del reino de Francia.
Después fueron otras dos ramas jóvenes, los Borbón y luego los Orléans, que se sucedieron sobre el trono. Así, todos los reyes de Francia desde Hugo Capeto hasta el último, Luis-Felipe I, pertenecieron a la dinastía de los Capetos.

## Genealogía
| Nombre Español — Francés                   | Período histórico | Parentesco                                 |
| ------------------------------------------ | ----------------- | ------------------------------------------ |
| Hugo I Capeto — Hugues Capet               | 938-987-996       | Hijo de Hugo el Grande, conde de París     |
| Roberto II el Piadoso — Robert le Pieux    | 970-996-1031      | Hijo de Hugo I Capeto y Adelaida de Poitou |
| Enrique I — Henri I.er                     | 1008-1031-1060    | Hijo de Roberto II y Constanza de Arlés    |
| Felipe I — Philippe I.er                   | 1052-1060-1108    | Hijo de Enrique I y Ana de Kiev            |
| Luis VI el Gordo — Louis le Gros           | 1081-1108-1137    | Hijo de Felipe I y Berta de Holanda        |
| Luis VII el Joven — Louis le Jeune         | 1119-1137-1180    | Hijo de Luis VI y Adelaida de Saboya       |
| Felipe II Augusto — Philippe Auguste       | 1165-1180-1223    | Hijo de Luis VII y Alicia de Champaña      |
| Luis VIII el León — Louis le Lion          | 1187-1223-1226    | Hijo de Felipe II e Isabel de Hainaut      |
| Luis IX (San Luis) — Louis o Saint-Louis   | 1215-1226-1270    | Hijo de Luis VIII y Blanca de Castilla     |
| Felipe III el Atrevido — Philippe le Hardi | 1245-1270-1285    | Hijo de Luis IX y Margarita de Provenza    |
| Felipe IV el Hermoso — Philippe le Bel     | 1268-1285-1314    | Hijo de Felipe III e Isabel de Aragón      |
| Luis X el Obstinado — Louis le Hutin       | 1289-1314-1316    | Hijo de Felipe IV y Juana I de Navarra     |
| Juan I el Póstumo — Jean I.er le Posthume  | 1316 (5 días)     | Hijo de Luis X y Clemencia de Hungría      |
| Felipe V el Largo — Philippe le Long       | 1291-1316-1322    | Hijo de Felipe IV y Juana I de Navarra     |
| Carlos IV el Hermoso — Charles le Bel      | 1294-1322-1328    | Hijo de Felipe IV y Juana I de Navarra     |